# Władysław Tretiak
Władysław Wasylowycz Tretiak (ukr. Владислав Васильович Третяк, ur. 21 lutego 1980 w Kijowie) – ukraiński szermierz, szablista, brązowy medalista olimpijski i dwukrotny medalista mistrzostw świata. 
Walczył prawą ręką. Podczas igrzysk olimpijskich w Atenach w 2004 roku wywalczył brązowy medal w rywalizacji indywidualnej. Wyprzedzili go jedynie Włoch Aldo Montano i Węgier Zsolt Nemcsik. W zawodach drużynowych Ukraińcy zajęli szóste miejsce.
Na mistrzostwach świata w Turynie w 2006 roku reprezentacja Ukrainy w składzie: Dmytro Bojko, Wołodymyr Łukaszenko, Ołeh Szturbabin i Władysław Tretiak wywalczyła srebrny medal w zawodach drużynowych. Trzy lata wcześniej Ukraińcy w tym samym składzie zdobyli drużynowo brązowy medal podczas mistrzostw świata w Hawanie.
Tretiak zdobył ponadto brązowy medal w rywalizacji drużynowej na mistrzostwach Europy w Kopenhadze w 2004 roku.